# Eleição municipal de Sumaré em 2012
A eleição municipal de Sumaré em 2012 ocorreu em 7 de outubro de 2012 para eleger um prefeito, um vice-prefeito e 21 vereadores para o município de Sumaré, no Estado de São Paulo, no Brasil. Foi eleita para prefeita Cristina Carrara, do PSDB, com 44,98% votos válidos, conquistando a vitória no primeiro turno da disputa com quatro adversários: Tito (PT), Toninho Mineiro  (PMDB), Vilson Alves (PV) e José Nunes (PSOL) . O vice-prefeito eleito, na chapa de Cristina, foi  Luiz Alfredo Dalben (PPS).
Foi feita a divulgação das normas de conduta para as eleições municipais hábito que vem sendo tomado pela Administração Municipal desde o pleito de 2006 .
A disputa para as 21 vagas na Câmara Municipal de Sumaré envolveu a participação de 363 candidatos. O canditado que obteve o maior número de votos foi Dirceu Dalben,  com 5.676 votos (4,59% dos votos válidos).

## Antecedentes
Na eleição municipal de 2008, o candidato José Antônio Bacchim, do PT, derrotou os candidatos: Antônio Dirceu Dalben do PSD, Cristina Carrara PSDB e Maria Beatriz Lopes Camargo do PSOL, no Primeiro Turno. O candidato do PT foi eleito com 41,08% dos votos válidos, em 2008. Antes de vencer a eleição para prefeito, José Antônio Bacchim foi duas vezes prefeito em Sumaré, em 2004 e 2008. O candidato havia tentado em 2000 a vaga de vice-prefeito, mas não foi eleito.

## Eleitorado
Na eleição de 2012, estiveram aptos a votar 164.245 eleitores de Sumaré, o que correspondia a 83,71% de votantes na eleição, a porcentagem de ausentes foi de 16,29%.

## Candidatos
Foram cinco candidatos à prefeitura em 2012: Cristina Carrara do PSDB, Tito do PT, Toninho Mineiro do PMDB, Vilson Alves do PV e José Nunes do PSOL.
|    | Candidato(a)     | Vice                | Partido | Coligação |
| -- | ---------------- | ------------------- | ------- | --- |
| 13 | Tito             | Niraldo             | PT      | 'SUMARÉ AVANÇA COM A FORÇA DO POVO' PT / PSL / PTN / PDT / PSDC / PHS / PPL / PSB / PC do B / PRP / PSC / PRB |
| 15 | Toninho Mineiro  | Claudio Padovani    | PMDB    | 'SUMARÉ QUER VIDA NOVA' PP / PMDB / PR / PT do B                                                              |
| 43 | Vilson Alves     | Ivan Ravagnani      | PV      | PV |
| 45 | Cristina Carrara | Luiz Alfredo Dalben | PSDB    | 'UNIDOS POR SUMARÉ' PTB / PPS / DEM / PRTB / PTC / PSDB / PSD                                                 |
| 50 | José Nunes       | Prof° Bia           | PSOL    | 'ALTERNATIVA DE ESQUERDA PARA SUMARÉ' PSTU / PSOL                                                             |

## Campanha
Os principais métodos que o prefeita Cristina Carrara buscava era se aproximar dos eleitores, por meio de reuniões com eles. As reuniões abordavam temas como educação, saúde, segurança, recuperação asfáltica e projetos para as áreas de lazer e cultura. Cristina destacava como a principal proposta  de sua campanha a realização imediata de concurso público na área da saúde.. A  nova prefeita apontou também o problema de infraestrutura, a proposta era fazer o trabalho de prolongamento de avenidas para melhorar o fluxo de veículos nas regiões da cidade.

## Resultados

### Prefeito
No dia 7 de outubro, Cristina Conceição Bredda Carrara  foi eleita com 44,98%  dos votos válidos.
| Candidato(a)            | Vice                      | 1º Turno 7 de outubro de 2012 | 1º Turno 7 de outubro de 2012 |
| Candidato(a)            | Vice                      | Votação                       | Votação                       |
|                         |                           | Total                         | Porcentagem                   |
| ----------------------- | ------------------------- | ----------------------------- | ----------------------------- |
| Cristina Carrara (PSDB) | Luiz Alfredo Dalben (PSD) | 54.543                        | 44,98%                        |
| Tito (PT)               | Niraldo (PC do B)         | 46.613                        | 38,44%                        |
| Toninho Mineiro (PMDB)  | Claudio Padovani (PP)     | 13.400                        | 11,05%                        |
| Vilson Alves (PV)       | Ivan Ravagnani (PV)       | 4.976                         | 4,10%                         |
| José Nunes (PSOL)       | Prof° Bia (PSOL)          | 1.731                         | 1,43%                         |
| Total de votos válidos  | Total de votos válidos    | 121.263                       | 88,20%                        |
| Votos em branco         | Votos em branco           | 7.816                         | 5,68%                         |
| Votos nulos             | Votos nulos               | 8.412                         | 6,12%                         |
| Total                   | Total                     | 164.245                       | 100%                          |
| Votos apurados          | Votos apurados            | 164.245                       | 100%                          |
| Total de eleitores      | Total de eleitores        | 164.245                       | 100%                          |

### Vereador
Foram vinte e um (21) vereadores eleitos, vinte e ointo (28) eram em 2012 da base de Cristina Carrara.Cinco vereadores foram reeleitos;  O vereador mais votado foi Dirceu Dalben (PPS), que teve 5.676 votos. O PSDB é o partido com o maior número de vereadores eleitos (5).
| Resultado da eleição para a Câmara Municipal de Sumaré em 2012 por candidato | Resultado da eleição para a Câmara Municipal de Sumaré em 2012 por candidato | Resultado da eleição para a Câmara Municipal de Sumaré em 2012 por candidato | Resultado da eleição para a Câmara Municipal de Sumaré em 2012 por candidato | Resultado da eleição para a Câmara Municipal de Sumaré em 2012 por candidato | Resultado da eleição para a Câmara Municipal de Sumaré em 2012 por candidato |
| Candidato                                                                    | Número                                                                       | Partido                                                                      | Votos                                                                        | Porcentagem                                                                  |                                                                              |
| ---------------------------------------------------------------------------- | ---------------------------------------------------------------------------- | ---------------------------------------------------------------------------- | ---------------------------------------------------------------------------- | ---------------------------------------------------------------------------- | ---------------------------------------------------------------------------- |
| Dirceu Dalben                                                                | 23                                                                           | PPS                                                                          | 5.676                                                                        | 4,56%                                                                        |                                                                              |
| Joel                                                                         | 54                                                                           | PPL                                                                          | 3.318                                                                        | 2,68%                                                                        |                                                                              |
| Décio Marmirolli                                                             | 45                                                                           | PSDB                                                                         | 2.955                                                                        | 2,39%                                                                        |                                                                              |
| Wellington da Farmácia                                                       | 12                                                                           | PDT                                                                          | 2.883                                                                        | 2,33%                                                                        |                                                                              |
| Dr. Rui Macedo                                                               | 45                                                                           | PSDB                                                                         | 2.711                                                                        | 2,19%                                                                        |                                                                              |
| Dito Lustosa                                                                 | 65                                                                           | PC do B                                                                      | 2.049                                                                        | 1,66%                                                                        |                                                                              |
| Fabinho                                                                      | 65                                                                           | PC do B                                                                      | 1.950                                                                        | 1,58%                                                                        |                                                                              |
| Ronaldo                                                                      | 45                                                                           | PSDB                                                                         | 1.836                                                                        | 1,48%                                                                        |                                                                              |
| Professor Marquinho                                                          | 13                                                                           | PT                                                                           | 1.835                                                                        | 1,48%                                                                        |                                                                              |
| João Maioral                                                                 | 12                                                                           | PDT                                                                          | 1.648                                                                        | 1,33%                                                                        |                                                                              |
| Josue                                                                        | 13                                                                           | PT                                                                           | 1.599                                                                        | 1,29%                                                                        |                                                                              |
| Heliomar Mineirinho                                                          | 20                                                                           | PSC                                                                          | 1.562                                                                        | 1,26%                                                                        |                                                                              |
| Geraldo Madeiros                                                             | 13                                                                           | PT                                                                           | 1.519                                                                        | 1,23%                                                                        |                                                                              |
| Marcos de Paula                                                              | 20                                                                           | PSB                                                                          | 1.490                                                                        | 1,20%                                                                        |                                                                              |
| Sérgio Populina                                                              | 40                                                                           | PSB                                                                          | 1.448                                                                        | 1,17%                                                                        |                                                                              |
| Claudio Meskan                                                               | 40                                                                           | PSB                                                                          | 1.288                                                                        | 1,02%                                                                        |                                                                              |
| Cícero Ceará                                                                 | 12                                                                           | PDT                                                                          | 1.268                                                                        | 1,02%                                                                        |                                                                              |
| Ulisses Gomes                                                                | 13                                                                           | PT                                                                           | 1.267                                                                        | 1,02%                                                                        |                                                                              |
| Henrique do Paraiso                                                          | 23                                                                           | PPS                                                                          | 1095                                                                         | 0,88%                                                                        |                                                                              |
| Finho                                                                        | 45                                                                           | PSDB                                                                         | 968                                                                          | 0,78%                                                                        |                                                                              |
| Dr. Rubens Champam                                                           | 45                                                                           | PSDB                                                                         | 929                                                                          | 0,75%                                                                        |                                                                              |

| Votos nominais   | Votos nominais   | 114.561 | 91,97% |
| Votos em legenda | Votos em legenda | 10.000  | 8,03%  |
| Votos válidos    | Votos válidos    | 124.561 | 90,60% |
| Votos nulos      | Votos nulos      | 4.912   | 3,57%  |
| Votos em branco  | Votos em branco  | 8.018   | 5,83%  |
| Total            | Total            | 164.245 | 100%   |
| ---------------- | ---------------- | ------- | ------ |